# (7763) Crabeels
(7763) Crabeels es un asteroide perteneciente al cinturón de asteroides descubierto el 16 de octubre de 1990 por Eric Walter Elst desde el Observatorio de La Silla, Chile.

## Designación y nombre
Crabeels se designó al principio como 1990 UT5.
Más adelante, en 2002, fue nombrado en honor de Henri Crabeels (1904-2005) quien fue un organista y director de orquesta de renombre internacional de Amberes.

## Características orbitales
Crabeels orbita a una distancia media de 2,741 ua del Sol, pudiendo alejarse hasta 2,935 ua y acercarse hasta 2,547 ua. Tiene una excentricidad de 0,071 y una inclinación orbital de 4,808 grados. Emplea en completar una órbita alrededor del Sol 1657,19 días.
Pertenece a la familia de asteroides de (847) Agnia.

## Características físicas
La magnitud absoluta de Crabeels es 13,12. Tiene 7,797 km de diámetro y su albedo se estima en 0,220.